# Cranshaws
Cranshaws ist ein Weiler in der schottischen Council Area Scottish Borders beziehungsweise in der traditionellen Grafschaft Berwickshire. Er liegt rund 25 Kilometer westlich von Eyemouth und zwölf Kilometer nordwestlich von Duns vor der Ostflanke der Lammermuir Hills am rechten Ufer des Whiteadder Water. Zwischen Cranshaws und dem Whiteadder Reservoir erhebt sich der 380 Meter Cranshaws Hill. Cranshaw ist Hauptort des gleichnamigen Parishs.

## Geschichte
Malcolm IV. schuf im mittleren 12. Jahrhundert die Baronie Cranshaws als Filialbaronie Bothwells und gab sie den Olifards (Vorläufer des Clans Oliphant) zum Lehen. Bothwell, und damit Cranshaws, fiel durch Heirat zunächst an die Morays (Vorläufer des Clans Murray), dann an das Haus Douglas. Der Clan Douglas ließ vermutlich im späteren 16. Jahrhundert Cranshaws Castle errichten.
Am Standort der heutigen Cranshaws Church sind seit Jahrhunderten Kirchen belegt. Die heutige Kirche ruht auf den Fundamenten eines Neubaus aus dem Jahre 1739. Andrew Smith of Whitchester and Cranshaws beauftragte den aus Duns stammenden Architekten George Fortune mit der Planung. Die Arbeiten wurde 1898 ausgeführt. In Cranshaws befand sich eine Grundschule, die 1880 Platz für 55 Schüler bot. Sie wurde 2004 geschlossen.
Nachdem die Einwohnerzahl von Cranshaws zwischen 1831 und 1871 mit geringen Schwankungen um 140 gelegen war, wurden 1881 nur noch 106 Personen gezählt. Im Rahmen der Zensuserhebung 2021 lebten im gesamten Civil Parish Cranshaws noch 95 Personen.

## Verkehr
Die von Tranent nach Eyemouth führende B6355 bildet die Hauptverkehrsstraße von Cranshaws. Sie bindet den Weiler im Osten bei Preston an die A6112 an.